# نعمان (ردمان)

تعديل مصدري - تعديل

نعمان هي إحدى قرى عزلة المريه بني مر بمديرية ردمان التابعة لمحافظة البيضاء، بلغ تعداد سكانها 379 نسمة حسب تعداد اليمن لعام 2004.